# Mince v českých zemích
V minulosti se jako platidlo v českých zemích používaly různé mince domácího i cizího původu. Význam hlavního platidla si získala kvalitní stříbrná mince ve vrcholném středověku, kdy se její užívání rozšířilo na úkor starších plateb ve vážených drahých kovech a naturáliích. Stříbrná mince si toto postavení udržela až do 19. století, kdy se rozvíjí užívání papírových peněz (bankovek, resp. státovek) a začíná se přecházet na mince ražené bez užití drahého kovu a používané jen pro nižší nominální hodnoty.
K nejvýznamnějším mincím domácího původu patřily stříbrné mince, v raném středověku denáry a později brakteáty, od vrcholného středověku (r. 1300) zvláště pražský groš. Na začátku 16. století Šlikové razí jáchymovský tolar, který dal název tolar i dalším mincím. Po prusko-rakouské válce 1867 byla základní mince zlatý (florin), který se objevuje již od poloviny 18. století. V souvislosti s přechodem na zlatý standard byl zlatý od r. 1892 nahrazen rakousko-uherskou korunou. Roku 1918 byly zavedena koruna československá, která (kromě válečné protektorátní koruny) v různých proměnách existovala do r. 1992.
Od r. 1993 je měnová jednotka České republiky koruna česká, haléřové mince se přestaly používat v roce 2009.

## Denáry

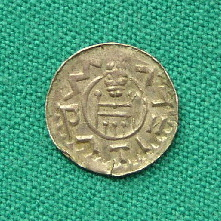
Denár Vratislava II., první strana mince

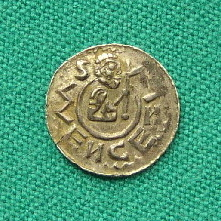
Denár Vratislava II., druhá strana mince

Denáry jsou první mince ražené českými panovníky od 10. století až do roku 1300. Jako první je doloženě razil již Boleslav I. Až do mincovní reformy Břetislava I. roku 1050 byly denáry tzv. velkého střížku tj. průměr 18 – 20 mm a hmotnosti více než 1 g. Nálezy velkého střížku se objevují více v zahraničí než doma. U nás např. v Praze a v okolí a v Plzni a v okolí. Slavníkovské mincovnictví zaniká jejich vyvražděním roku 995. Po roce 1000 se objevují denáry s vyobrazením a jménem svatého Václava jako „věčného panovníka“.
Od roku 1050 až do začátku ražby brakteátů někdy okolo roku 1217 byly raženy denáry malého střížku o průměru 16 mm a hmotnosti pod 1 g. Ke konci ražby ryzost kovu výrazně poklesla. Denáry mohly být například šípového typu nebo mečového typu. V opisu mince mohlo být napsáno jméno panovníka, které končí slovem dux. Bývají tam také napsány názvy míst, kde mince vznikla. Později však názvy mincoven mizí a nahrazují se jmény světců a patronů.
Již z doby Boleslava II. na konci 10. století je nápisem na mincích doložena mincovna na Vyšehradě. Od 11. století se denáry razí i na Moravě, od druhé poloviny 11. století v rámci olomouckého, brněnského a krátce i znojemského údělného knížectví. Kolem roku 1210 se v Čechách přechází na ražbu brakteátů, v nově zřízeném markrabství moravském se denáry razí až do poloviny 13. století.

## Brakteáty

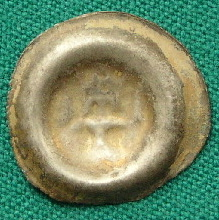
Brakteát

Brakteáty byly stříbrná jednostranná mince knoflíkovitého tvaru z velmi tenkého střížku. Na českém území byly brakteáty zavedeny dle míšeňského vzoru začátkem 13. století Přemyslem Otakarem I. a nahradily v té době silně znehodnocené denáry. Razily se až do mincovní reformy Václava II. v roce 1300 a přechodu na nový, hodnotný pražský groš.

## Groše

### Česká grošová měna

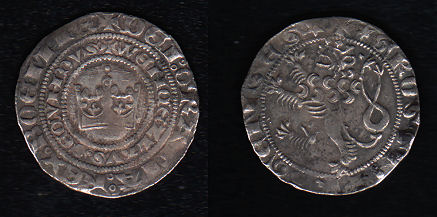
Pražský groš Václava II.

České mince razili následující panovníci, v závorce je uvedeno datum ražby:
- Václav II. (1300–1305) – začal razit pražský groš
- Jan Lucemburský (1310–1346)
- Karel IV. (1346–1378)
- Václav IV. (1378–1419)
- husitské války (1419–1436)
- bezkrálí (1439–1453)
- Ladislav (1453–1457)
- Jiří z Poděbrad (1458–1471)
- Vladislav Jagellonský (1471–1516)
- Ludvík Jagellonský (1516–1526)
- Ferdinand I. (1526–1564)

### Moravská grošová měna
Moravské mince razili následující panovníci, v závorce je uvedeno datum ražby:
- ??? (2. polovina 14. století) – „dutý peníz“
- Jošt (1375–1411) – peníz s „IO“
- Jošt (1375–1411) – haléř s „IO“
- Jošt (1375–1411) – peníz
- Zikmund (1419–1423) – peníz
- Albrecht II. (1423–1439) – peníz

### Slezská grošová měna
Slezské mince razili následující panovníci, v závorce je uvedeno datum ražby:
- Matyáš Korvín (1468–1490)
- Ferdinand I. (1526–1564)

## Tolary a krejcary

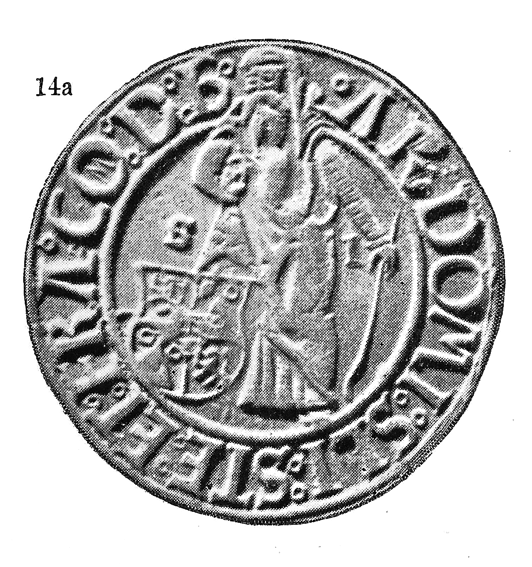
Půltolar, mince rodu Šliků

- Tolary dal razit Jáchym Šlik ze stříbra v Jáchymově. Tolarové mince nechali razit následující panovníci, v závorce je uvedeno datum ražby:
- rod hrabat Šliků (1520–1528)
- Ferdinand I. (1526–1564) – od jeho dob se všechny mince označují letopočtem, od roku 1527 i značkou mincovny a mincmistra
- Maxmilián II. (1564–1576)
- Rudolf II. (1576–1611)
- Matyáš (1611–1619)
- stavovské mince (1619–1622, 1633–1635)
- Fridrich Falcký (1619–1620)
- Ferdinand II. (1619, 1620–1637)
  - Karel I. z Lichtenštejna a konsorcium (1621–1623) – královský místodržící si pronajal práva na ražbu mincí, mince byly znehodnoceny a vznikla tzv. „dlouhá mince“, která byla ražena až do státního bankrotu v roce 1623
- Albrecht z Valdštejna (1628–1634) – Frýdlantské vévodství mělo právo na ražbu vlastních mincí
- Ferdinand III. (1637–1657)

- Leopold I. (1657–1705) grešle
- Josef I. (1705–1711)
- Karel VI. (1711–1740)

- Marie Terezie (1740–1780)
- František Lotrinský (1745–1780)
- Josef II. (1765–1790)
- Leopold II. (1790–1792)
- František I. (1792–1835)
- Ferdinand V. (1835–1848)

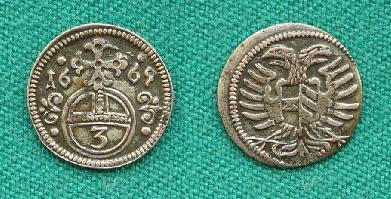
Grešle Leopolda I.

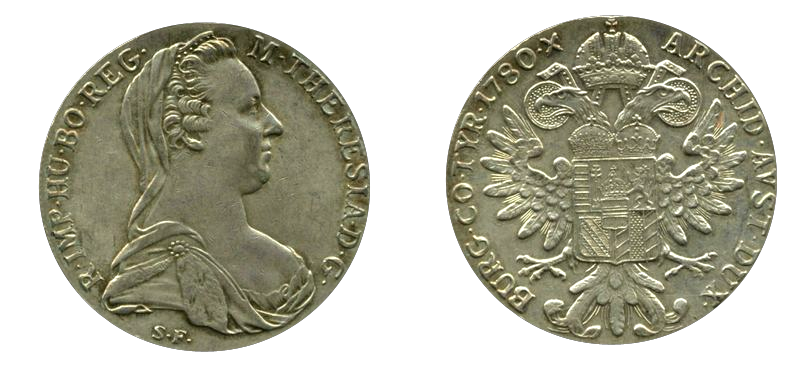
Tolar Marie Terezie

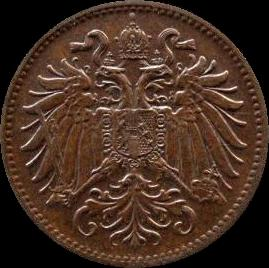
Rakousko-uherská koruna (1901)

- František Josef I. (1848–1916) – do konce roku 1891 se používal jako měna zlatý, od roku 1892 rakousko-uherská koruna, platil až do roku 1918.

## Koruny historické

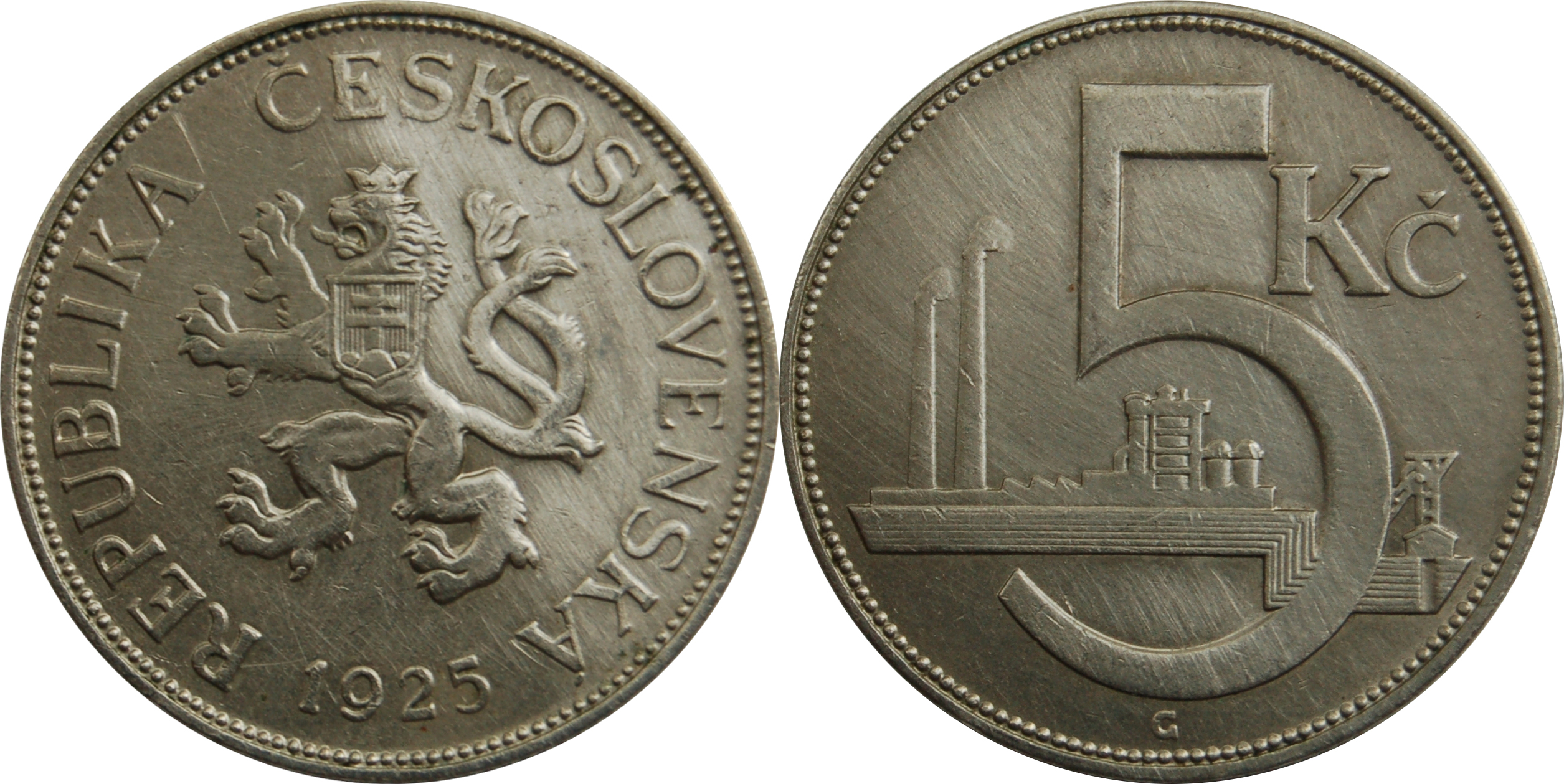
Koruna československá – 5 Kč (1925)

- Rakousko-uherská koruna (1892–1918)
- koruna československá (1918–1993) – koruny a haléře
- Protektorátní koruna (1940–1945)

## Současné mince

### Koruny
- koruna česká (platnost od 8. února 1993 – dosud), haléřové do 31. 12. 2008

### Euro
- euromince – datum zavedení eura v Česku není stanoveno (stav rok 2021)[1]